# Campsicnemus comatus
Campsicnemus comatus är en tvåvingeart som beskrevs av Hardy och Linda M. Kohn 1964. Campsicnemus comatus ingår i släktet Campsicnemus och familjen styltflugor. Inga underarter finns listade i Catalogue of Life.